# MCV EvoTor

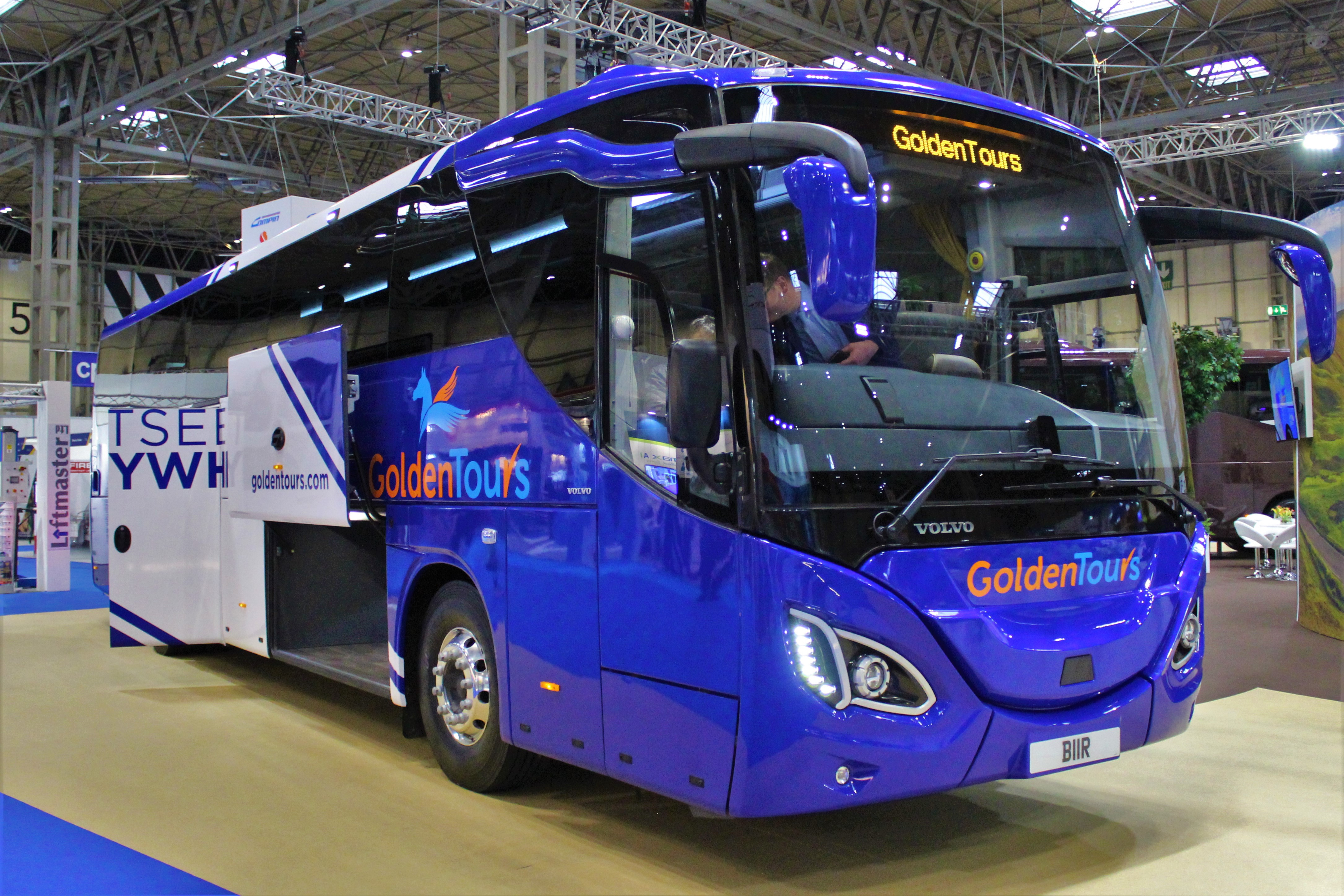
MCV 523

MCV EvoTor (523) — туристический автобус, выпускаемый египетской компанией MCV Bus and Coach с 2018 года на шасси Volvo B11R.

## Описание
MCV EvoTor впервые представили 30 октября 2018 года на Национальном выставочном центре в Бирмингеме. EvoTor является первым автобусом MCV на британском и ирландском рынках. Модель выпускается в Эль-Сальхее.
Кузов автобуса сделан из нержавеющей стали. При разработке дизайна был учтён опыт MCV Evora и MCV EvoSeti. В стандартную комплектацию входят сиденья BRUSA Create, индукционный нагрев, кондиционер и ТНВД Bosch.

## Эксплуатация
В мае 2019 года первые восемь серийных автобусов MCV EvoTor поступили в Golden Tours, а затем в июне 2019 года поступило ещё три экземпляра. Один из автобусов поступил в Чалфонт-Сент-Питер.